# Rychlobruslení na Zimních olympijských hrách 2018 – 10 000 metrů muži
Závod na 10 000 metrů mužů na Zimních olympijských hrách 2018 se konal v hale Gangneung Oval v Kangnungu dne 15. února 2018.
V olympijském rekordu vyhrál závod Kanaďan Ted-Jan Bloemen, který na ZOH v Pchjongčchangu vybojoval již stříbro na poloviční distanci. Další cenné kovy získali Nizozemec Jorrit Bergsma, obhájce titulu z předchozích ZOH, a Ital Nicola Tumolero. Češi v závodě nestartovali.

## Rekordy
Před závodem měly rekordy následující hodnoty:
| Světový rekord    | Ted-Jan Bloemen | 12:36,30 | Utah Olympic Oval, Salt Lake City | 21. listopadu 2015 |
| Olympijský rekord | Jorrit Bergsma  | 12:44,45 | Adler-Arena, Soči                 | 18. února 2014     |
| Rekord dráhy      | Sven Kramer     | 12:38,89 |                                   | 11. února 2017     |

V závodě pokořil olympijský rekord Ted-Jan Bloemen, který dobruslil do cíle v čase 12:39,77. Svůj předchozí rekordní čas z olympijských závodů překonal také druhý Jorrit Bergsma.

## Výsledky
| Pořadí           | Dvojice | Dráha | Jméno             | Země        | Čas           | Ztráta |
| ---------------- | ------- | ----- | ----------------- | ----------- | ------------- | ------ |
| Zlatá medaile    | 5       | O     | Ted-Jan Bloemen   | Kanada      | 12:39,77 (OR) | 0,00   |
| Stříbrná medaile | 4       | I     | Jorrit Bergsma    | Nizozemsko  | 12:41,98      | +2,21  |
| Bronzová medaile | 5       | I     | Nicola Tumolero   | Itálie      | 12:54,32      | +14,55 |
| 4.               | 3       | O     | I Sung-hun        | Jižní Korea | 12:55,54      | +15,77 |
| 5.               | 2       | O     | Jordan Belchos    | Kanada      | 12:59,51      | +19,74 |
| 6.               | 6       | O     | Sven Kramer       | Nizozemsko  | 13:01,02      | +21,25 |
| 7.               | 6       | I     | Patrick Beckert   | Německo     | 13:01,94      | +22,17 |
| 8.               | 1       | O     | Bart Swings       | Belgie      | 13:03,53      | +23,76 |
| 9.               | 3       | I     | Moritz Geisreiter | Německo     | 13:06,35      | +26,58 |
| 10.              | 1       | I     | Rjósuke Cučija    | Japonsko    | 13:10,31      | +30,54 |
| 11.              | 2       | I     | Håvard Bøkko      | Norsko      | 13:17,47      | +37,70 |
| 12.              | 4       | O     | Davide Ghiotto    | Itálie      | 13:27,09      | +47,32 |

### Mezičasy medailistů
| Jméno           | Země       | 400 m         | 800 m           | 1200 m          | 1600 m          | 2000 m          | 2400 m          | 2800 m          | 3200 m          | 3600 m          | 4000 m          | 4400 m          | 4800 m          | 5200 m          | 5600 m          | 6000 m          | 6400 m          | 6800 m          | 7200 m          | 7600 m          | 8000 m           | 8400 m           | 8800 m           | 9200 m            | 9600 m            | Cíl               |
| --------------- | ---------- | ------------- | --------------- | --------------- | --------------- | --------------- | --------------- | --------------- | --------------- | --------------- | --------------- | --------------- | --------------- | --------------- | --------------- | --------------- | --------------- | --------------- | --------------- | --------------- | ---------------- | ---------------- | ---------------- | ----------------- | ----------------- | ----------------- |
| Ted-Jan Bloemen | Kanada     | 34,01 (0,00)  | 1:04,04 (0,00)  | 1:34,19 (0,00)  | 2:04,61 (0,00)  | 2:34,83 (0,00)  | 3:05,21 (0,00)  | 3:35,44 (0,00)  | 4:05,83 (0,00)  | 4:36,16 (0,00)  | 5:06,56 (0,00)  | 5:36,92 (0,00)  | 6:07,48 (0,00)  | 6:37,83 (0,00)  | 7:08,15 (0,00)  | 7:38,39 (0,00)  | 8:08,68 (0,00)  | 8:39,08 (0,00)  | 9:09,22 (0,00)  | 9:39,43 (0,00)  | 10:09,73 (0,00)  | 10:40,08 (0,00)  | 11:10,01 (0,00)  | 11:39,87 (0,00)   | 12:09,96 (0,00)   | 12:39,77 (0,00)   |
| Jorrit Bergsma  | Nizozemsko | 35,42 (+1,41) | 1:06,00 (+1,96) | 1:36,80 (+2,61) | 2:07,29 (+2,68) | 2:37,92 (+3,09) | 3:08,30 (+3,09) | 3:38,86 (+3,42) | 4:09,12 (+3,29) | 4:39,63 (+3,47) | 5:10,05 (+3,49) | 5:40,55 (+3,63) | 6:10,97 (+3,49) | 6:41,28 (+3,45) | 7:11,67 (+3,52) | 7:42,18 (+3,79) | 8:12,37 (+3,69) | 8:42,45 (+3,37) | 9:12,42 (+3,20) | 9:42,39 (+2,96) | 10:12,34 (+2,61) | 10:42,30 (+2,22) | 11:12,26 (+2,25) | 11:42,25 (+2,38)  | 12:12,07 (+2,11)  | 12:41,98 (+2,21)  |
| Nicola Tumolero | Itálie     | 34,52 (+0,51) | 1:05,36 (+1,32) | 1:36,32 (+2,13) | 2:06,87 (+2,26) | 2:37,91 (+3,08) | 3:08,66 (+3,45) | 3:39,40 (+3,96) | 4:10,02 (+4,19) | 4:40,61 (+4,45) | 5:11,10 (+4,54) | 5:41,65 (+4,73) | 6:12,04 (+4,56) | 6:42,65 (+4,82) | 7:12,87 (+4,72) | 7:43,41 (+5,02) | 8:13,65 (+4,97) | 8:44,09 (+5,01) | 9:14,73 (+5,51) | 9:45,75 (+6,32) | 10:16,70 (+6,97) | 10:48,02 (+7,94) | 11:19,26 (+9,25) | 11:50,76 (+10,89) | 12:22,43 (+12,47) | 12:54,32 (+14,55) |